# Varys
Varys er en fiktiv person i den amerikanske forfatter George R. R. Martins fantasyserie A Song of Ice and Fire og i HBOs filmatisering Game of Thrones.
Karakteren blev introduceret i Kampen om tronen (1996). Han er en tidligere slave-eunuk fra byen Lys, og han er leder af kongens spioner i King's Landing. Han optrådte efterfølgende Kongernes klamp (1998), En storm af sværd (2000) og En dans med drager (2011). Han viser sig at være en vigtig allieret for Ned Stark og Tyrion Lannister ved hoffet, men hans sande motiver er ukendte for dem, som benytter sig af hans egenskaber og viden.
Varys bliver spillet af Conleth Hill i HBO's tv-serie.